# تریسانچی
تریسانچی (به لاتین: Trisanchi) یک منطقهٔ مسکونی در روسیه است که در شهرستان داخادایفسکی واقع شده‌است.